# Mircea Bedivan
Mircea Bedivan, född den 8 oktober 1957 i Constanța, Rumänien, är en rumänsk handbollsspelare.
Han tog OS-brons i herrarnas turnering i samband med de olympiska handbollstävlingarna 1980 i Moskva.
Han tog OS-brons i herrarnas turnering i samband med de olympiska handbollstävlingarna 1984 i Los Angeles.